# Peponopsis adhaerens
Peponopsis — монотипний рід квіткових рослин родини гарбузових. Єдиним видом є Peponopsis adhaerens.
Його рідним ареалом є Мексика.

## Морфологічна характеристика
Багаторічна ліана з більш-менш здерев'янілими, до 8–10 м завдовжки пагонами і дводомною статевою системою. Листки прості, черешкові, з широкояйцеподібно-серцеподібною, нелопатевою до 3–5-лопатевою пластиною, довжиною 10–18 см. Вусики багатороздільні, щільно коротковорсинчасті. Квітки середнього розміру, поодинокі, пазушні. П'ять чашолистків у чоловічих квіток яйцювато-ланцетні, довжиною до 2 см, у жіночих — трикутно-ланцетні, гострі, 6–7 мм завдовжки. Віночок від білого до зеленувато-білого, широко-дзвоновий, з п'ятьма, наполовину зрощеними пелюстками до 4 см завдовжки. Плід — м'ясиста, майже куляста гарбузина, діаметром 8–10 см. У зрілому віці плід розпадається на три часточки плодолистика і оголює ≈ 200, насінини яйцювато-довгасті, стислі, 4–9 × 2–5 мм.

## Середовище
Єдиний вид надзвичайно рідкісний у соснових лісах Мексики (Керетаро, Ідальго, Пуебла та Веракрус), де він росте на висоті 800–1500 м над рівнем моря.